# 剣埼型潜水母艦
剣埼型潜水母艦（つるぎざきがたせんすいぼかん）は、日本海軍の潜水母艦。同型艦2隻。うち1隻は建造中より航空母艦に改造されて竣工、もう1隻もその後航空母艦に改造された。その後については瑞鳳型航空母艦を参照のこと。

## 概要

### 建造経緯
ワシントン海軍軍縮条約とロンドン海軍軍縮会議で日本海軍は空母の保有量を制限されていた。そこで条約制限外の10,000トン以下の補助艦艇で、有事には3ヶ月以内に空母に改造できる艦を企画した。これに沿って1933年（昭和8年）度予算（①計画の追加計画）で潜水母艦「大鯨」が建造され、翌1934年（昭和9年）度の計画（②計画）により建造されたのが本艦型である。ちなみに同時期に同様の趣旨で、「千歳型水上機母艦も建造されている。
またこの当時は潜水母艦が不足していた。八八艦隊計画で建造された迅鯨型潜水母艦は海中型などの2等潜水艦に対しての補給を想定していて、より大きな1等潜水艦の出現により母艦能力は不足していた。また艦齢10年に達し今後は老朽化により練習艦への変更も考えられていた。他艦では「韓崎」は既に老朽化のため呉港に係留され練習艦になっており、「駒橋」は小型艦のため実際には測量艦として使用されていた。本艦型の一番の目的は上記の空母予備艦の確保と思われるが、潜水母艦としても新艦が要望されていた。

### 計画変更
当初は高速給油艦として計画された。設計は前艦型の「大鯨」と同型で変更は給油設備を追加した程度、主機も大鯨と同様にディーゼル4基を装備する予定であった。しかし計画中に友鶴事件が起きたため「大鯨」より全長を短縮、吃水を深くするなどの船体形状や艤装の設計変更がされた上で、第1艦の「剣埼」は1934年（昭和9年）12月起工、翌1935年（昭和10年）6月に進水した。しかしこの年の10月に第4艦隊事件が起き、これにより船体補強工事が必要となって工事日程が更に延びた。このころ日本は軍縮条約の破棄を既に決定しており、「剣埼」は無条約時代になってから竣工することが確実となった。条約に縛られずに空母への艤装をなるべく先行させておくこととし、空母改造時に搭載する予定だったエレベーター2基、追加の主機4基（主機は合計で8基となる）などを搭載することが決まった。これにより補給用重油の搭載量が減少し、給油艦としての能力が低くなったので1938年（昭和13年）には給油艦から潜水母艦に計画を変更して建造を行うことが決定した。
このような紆余曲折があり、「剣埼」は進水後3年以上掛けて1939年（昭和14年）1月に竣工した。

### 艤装
当初は「大鯨」とほぼ同一設計であったが計画が変更され、給油艦として建造中は空母改造時に上部格納庫となる構造物を設けない状態で艤装を進め、1937年（昭和12年）10月には工事進捗状態79.3％、艦上には艦橋構造物や給油設備の一部、高角砲が設置されるほどになっていた「剣埼」であったが、潜水母艦への変更により艦後部の給油設備を撤去、上部格納庫部分が追加された結果、竣工後の外観は「大鯨」に似た形となった。ただし「大鯨」では艦橋構造物とその後方の格納庫が一体となっていたが、「剣埼」の場合は潜水母艦への計画変更前に艤装が進んでいた艦橋構造物を改造再利用したこともあって艦橋と格納庫が切り離された形となり、羅針艦橋の後方が給油時に使用する防舷材の収容場所（潜水母艦として完成時には短艇置き場）となるなど違いが生じた。その他にも短艇の揚げ下ろしを行うクレーンが強化された一方で水上偵察機の揚収を兼用する1基のみとなるなど細かい違いがある。竣工時にエレベーターが2基設置されていたのは先述したとおりであるが後部のエレベーターは使用されず、前部エレベーター開口部以外の最上甲板は木甲板で覆われていた。また水上偵察機3機を搭載する一方でカタパルトは設置せずに発艦はクレーンで甲板から洋上に下ろして行うこととし、機銃も搭載しなかった。これは早期の空母改造を予期していたものと思われる。

### 潜水母艦として
「剣埼」は竣工後の1939年2月、第2艦隊2潜水戦隊に編入された。しかし先の「大鯨」同様ディーゼル主機が不調で、1938年10月から1939年1月にかけて行われた公式試運転では最高29.2ノットを記録し計画速力を達成したものの、試運転中も故障や多量の排気煙を上げるなど不調が相次いだこともあり、艦隊運用時の速力は20ノットほどが限界であったという。しかし潜水母艦としての能力は高く、潜水艦関係者の評価は高かった。空母の艤装が一部先行されていて設備が充実しており、また艦内に余裕があって居住性も良いので乗員からは「剣埼ホテル」と呼ばれていた。

### 空母改造
艦隊の評判が良かった「剣埼」であるが国際情勢は悪化の一歩を辿り、就役2年足らずで予定どおり空母改造に取りかかった。2番艦「高崎」は艤装中の昭和13年に給油艦から潜水母艦へ計画が変更され、その1年後にさらに空母へ計画変更され、潜水母艦としては完成しなかった。
この建造中には長期の工事中断があり、船体は一時2艦とも横須賀港でそのまま放置されていた。この工事中断の理由は横須賀工廠の工事量が多かったためである。が、一旦潜水母艦として竣工するより建造途中で放置のままの方が空母改造が速く完了すると考えられた、とする推定もある。

## 計画主要要目一覧
主に#海軍造船技術概要pp.858-859による。
| 要目(単位)                | 基本計画時 第1状態(高速給油艦) | 同 第2状態(航空母艦)                          | 第4艦隊事件後 第1状態(潜水母艦) | 同 第2状態(航空母艦)                                             | 同 第2状態(航空母艦)タービン             |
| ------------------------- | ------------------------------ | --------------------------------------------- | ------------------------------- | ---------------------------------------------------------------- | ---------------------------------------- |
| 公試排水量(トン)          | 13,000                         | 11,000 (16,000)                               | 13,350                          | 13,000                                                           | ←                                        |
| 全長(m)                   | 205.50                         | ←                                             | ←                               | ←                                                                | ←                                        |
| 水線長(m)                 | 201.57                         | 200.00                                        | ←                               | ←                                                                | ←                                        |
| 垂線間長(m)               | 185.00                         | ←                                             | ←                               | ←                                                                | ←                                        |
| 水線幅(m)                 | 18.18                          | 18.00                                         | ←                               | 18.00 (18.9)                                                     | 18.00                                    |
| 最大幅(m)                 |                                | (18.9)                                        |                                 | (18.9)                                                           | 20                                       |
| 吃水(m)                   | 6.73                           | 6.00                                          | 6.86                            | 6.69                                                             | 6.610                                    |
| 深さ(m)                   | 13.90                          | 18.90                                         | ←                               | ←                                                                | 11.5                                     |
| 速力(ノット)              | 19.0                           | 31.5                                          | 28.7                            | 29.0                                                             | 28.2                                     |
| 航続距離(カイリ / ノット) | 10,000 / 18                    | ←                                             | ←                               | ←                                                                | 7,800 / 18                               |
| 軸馬力                    | 13,000                         | 70,000                                        | 56,000                          | ←                                                                | 52,000                                   |
| 主機                      | 11号12型ディーゼル 4基         | 11号10型ディーゼル 4基 11号12型ディーゼル 4基 | ←                               | ←                                                                | タービン                                 |
| 補助缶数                  | 2                              | ←                                             | ←                               | ←                                                                | ※※※                                      |
| 軸数                      | 2                              | ←                                             | ←                               | ←                                                                | ※※※                                      |
| 自艦用重油(トン)          | 1,620                          | 1,620 (4,000)                                 | 1,620                           | ←                                                                | 2,320                                    |
| 補給用重油(トン)          | 4,000                          | 1,940                                         | 1,870                           | 1,870 ( 0 )                                                      | 記載無し                                 |
| 兵装                      | 12.7cm高角砲 連装2基           | 12.7cm高角砲 連装4基 25mm機銃 連装10基        | 12.7cm高角砲 連装2基            | 12.7cm高角砲 連装2基 25mm機銃 3連装6基                           | 12.7cm高角砲 連装2基 25mm機銃 3連装4基   |
| 航空機                    | 水上偵察機 3機                 | 九〇式艦上戦闘機 9機 八九式艦上攻撃機 21機    | 水上偵察機 3機                  | 九六式艦上爆撃機 15機 同補用 5機 九七式艦上攻撃機 9機 同補用 3機 | 艦上戦闘機 18機 同補用3機 艦上攻撃機 9機 |
| 備考                      |                                |                                               |                                 |                                                                  | #軍艦基本計画資料Sheet10による           |

※ 空白は不明、←は左に同じ

※※ 括弧内は#軍艦基本計画資料Sheet9,10による値

※※※ 記載はないが変更無しと思われる。

## 同型艦
- 剣埼 II（後に祥鳳）

1939年1月15日竣工。1940年11月から1941年12月にかけて航空母艦に改造し「祥鳳」と改名。1942年5月7日珊瑚海海戦で戦没。
- 高崎 II（後に瑞鳳）

建造途中で航空母艦に改造、「瑞鳳」と改名し1940年12月27日竣工。1944年10月25日レイテ沖海戦で戦没。